# Museo casa Rodolfo Siviero
Il Museo casa Rodolfo Siviero o più comunemente Casa Siviero si trova sul lungarno Serristori, nel quartiere di Oltrarno a Firenze.

## Storia e descrizione
Rodolfo Siviero è stato ministro negli anni '50, ma il suo più grande merito, al quale la sua memoria è maggiormente legata, fu quello di detective dell'arte che restituì al nostro paese molte importanti opere d'arte trafugate illegalmente durante la seconda guerra mondiale.
Alla sua scomparsa nel 1983 donò la sua casa con la collezione di opere d'arte e la sua biblioteca alla regione Toscana, che aprì i locali al pian terreno come casa-museo. L'abitazione, di per sé interessante, fu realizzata da Giuseppe Poggi, l'artefice principale del risanamento ottocentesco della città.
Fra le opere migliori alcune statue lignee policrome risalenti al Quattrocento, dipinti a fondo oro, terrecotte, bronzetti, reliquiari e mobilio antico. Sono presenti anche opere di artisti a lui contemporanei e a cui era legato con rapporti di amicizia (Ardengo Soffici, Giorgio de Chirico, Pietro Annigoni, Giacomo Manzù).
Vi vengono organizzate esposizioni, anche congiuntamente con altre istituzioni culturali.

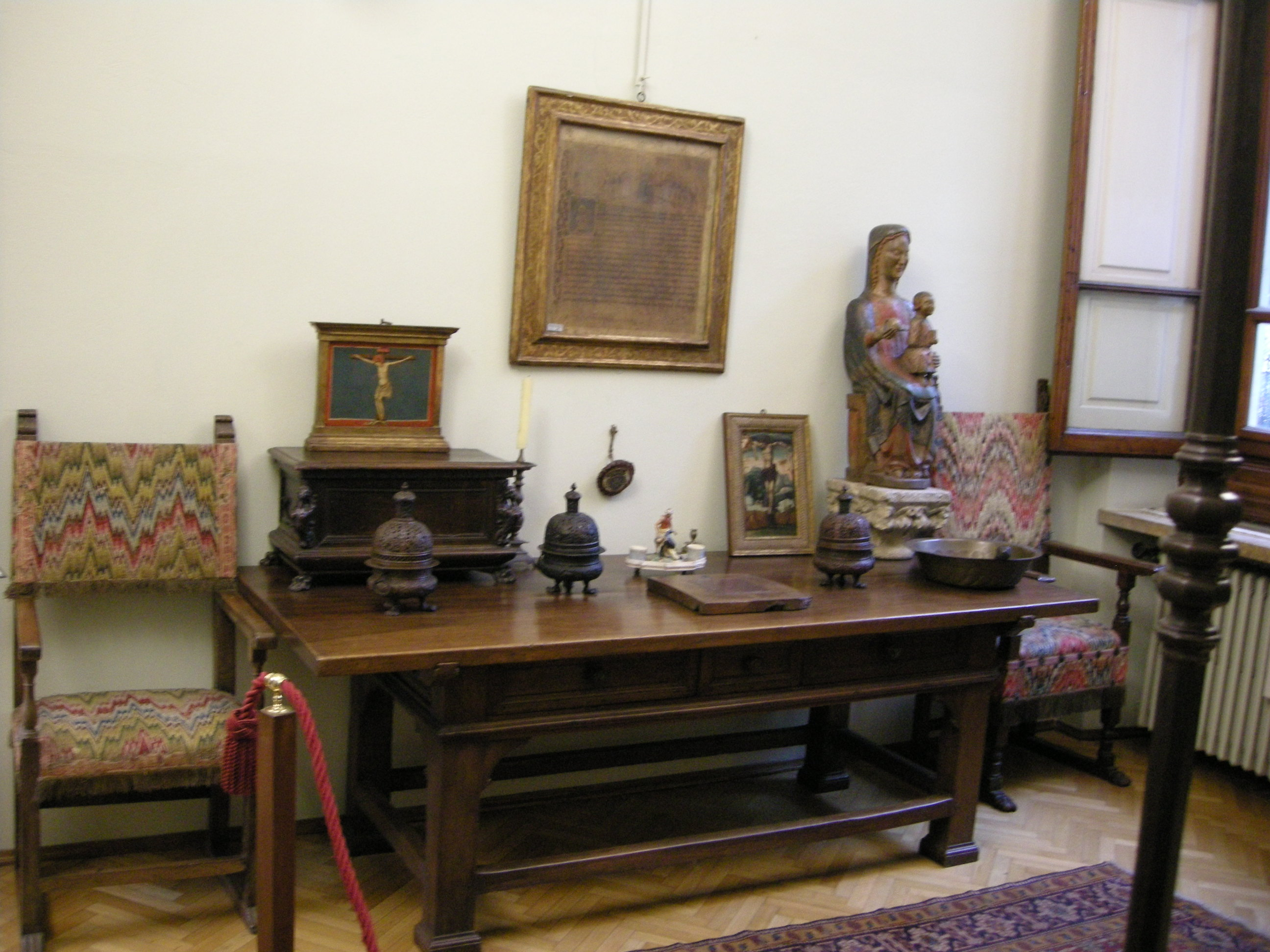
Sala del letto a baldacchino
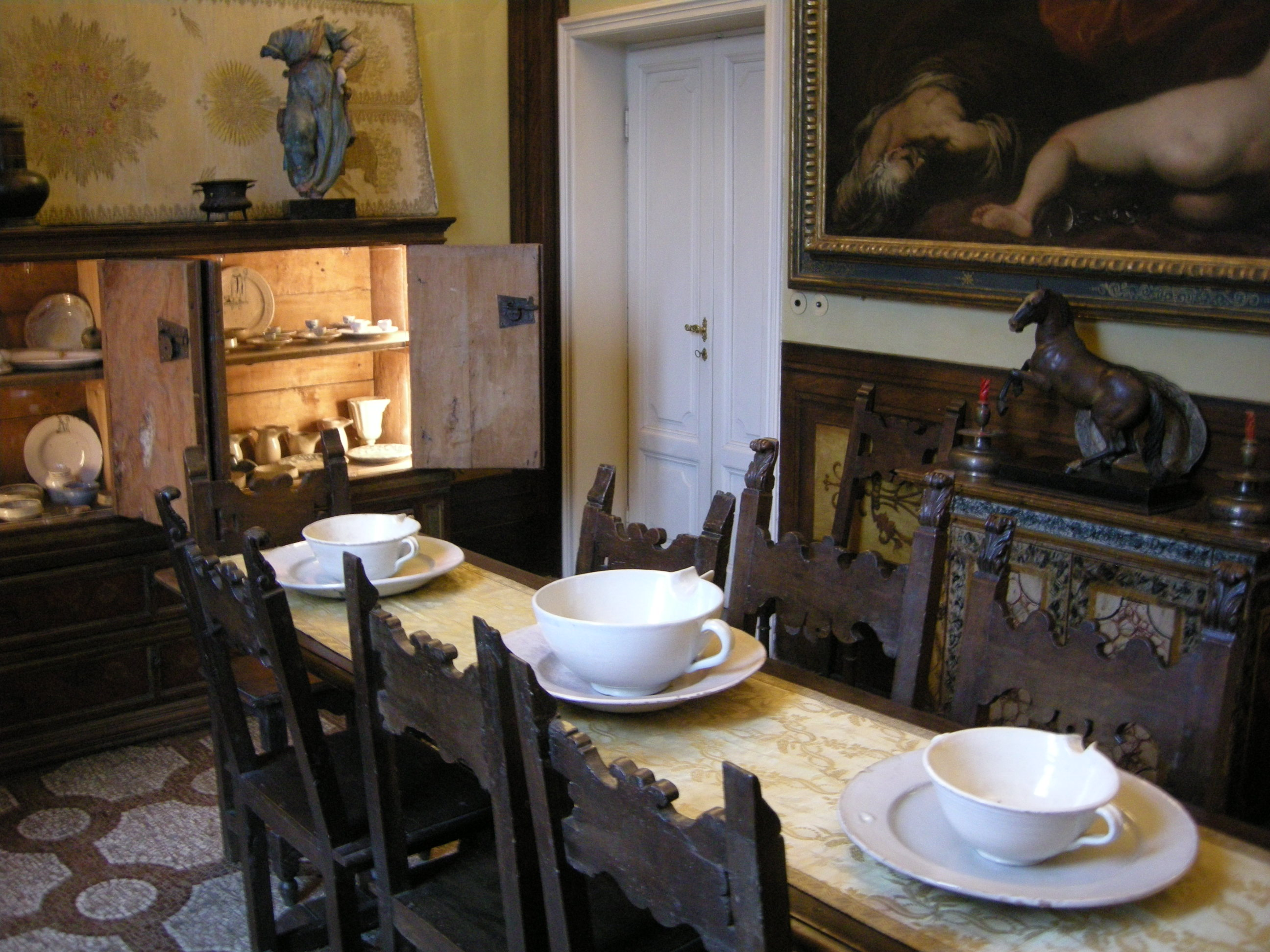
Sala da pranzo
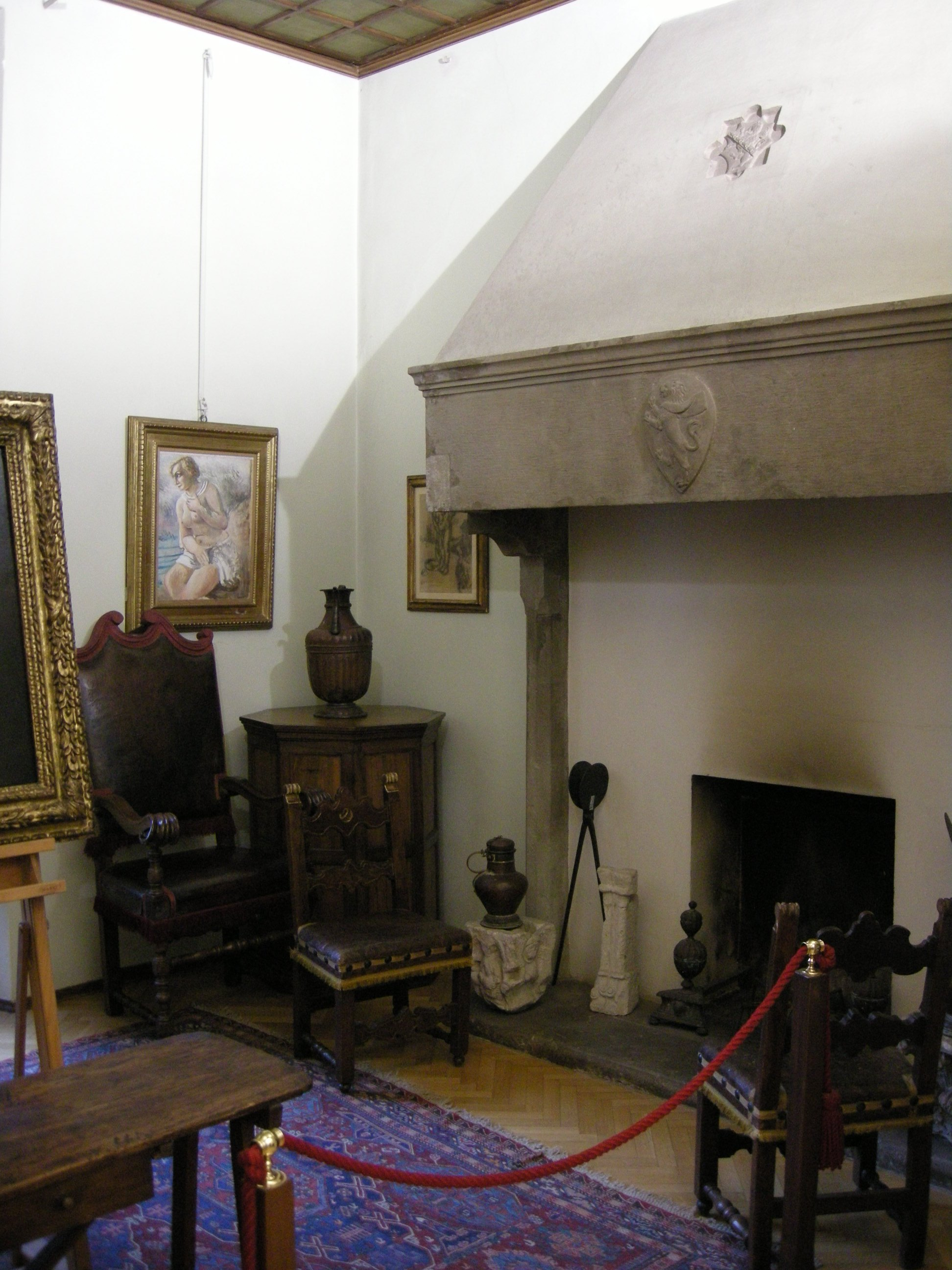
Salotto col camino
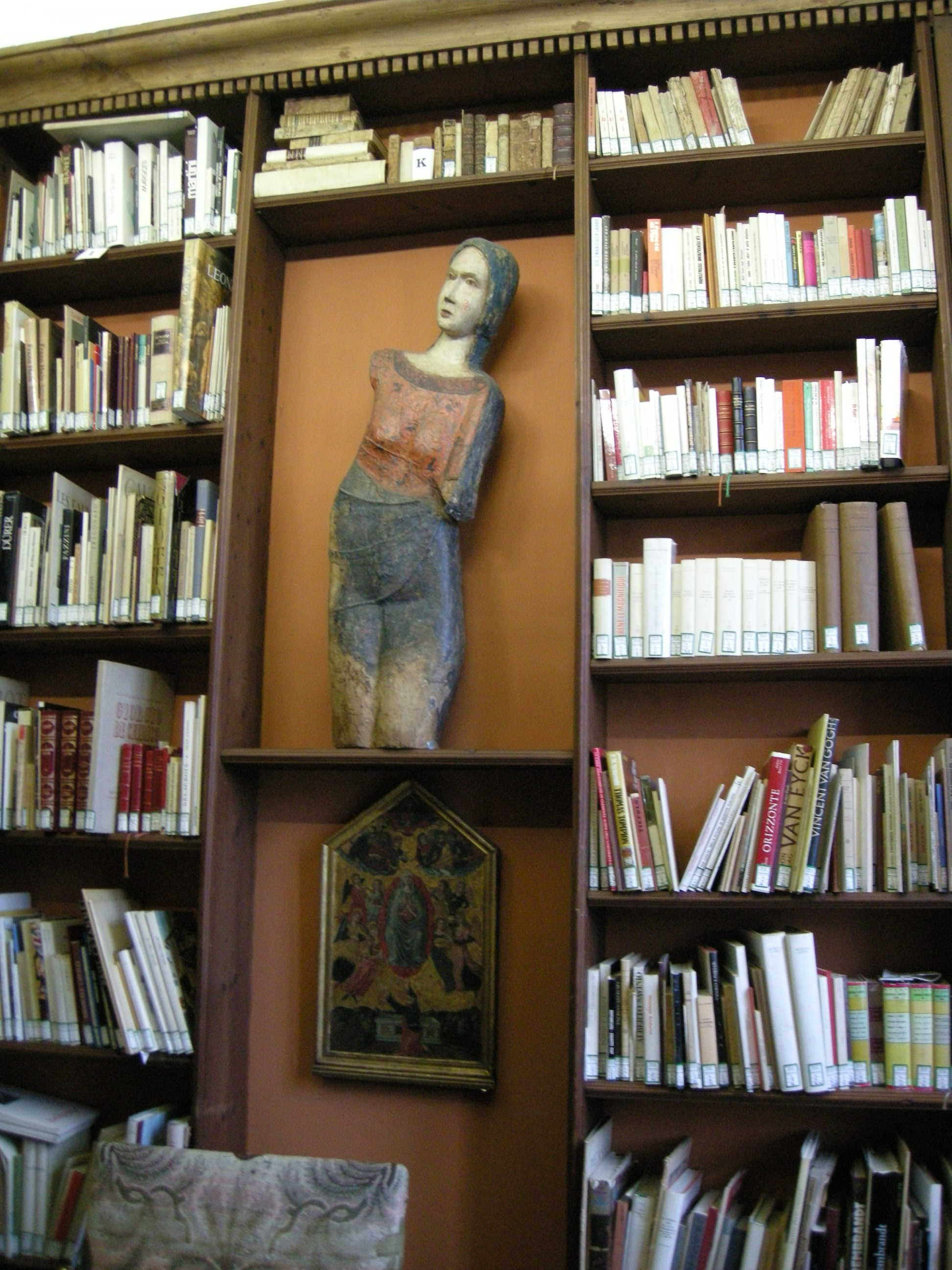
La biblioteca